# L'Île-d'Olonne
 L'Île-d'Olonne  es una población y comuna francesa, en la región de Países del Loira, departamento de Vendée, en el distrito de Les Sables-d'Olonne y cantón de Les Sables-d'Olonne.

## Demografía
| 888 | 837 | 934 | 1167 | 1457 | 1820 |
| Para los censos de 1962 a 1999 la población legal corresponde a la población sin duplicidades (Fuente: INSEE [Consultar]) |     |     |      |      |      |